# Luigi Villoresi

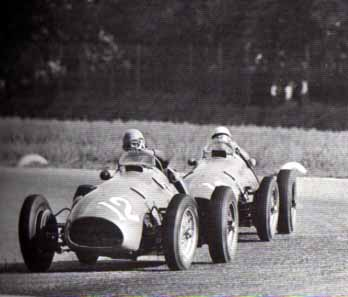
Villoresi bakom Alberto Ascari under Italiens Grand Prix 1952.

Luigi Villoresi, född 16 maj 1909 i Milano, död 24 augusti 1997 i Modena, var en italiensk racerförare.

## Racingkarriär
Villoresi tävlade i formel 1 i början av 1950-talet. Han hade dock vunnit flera grand prix-race innan formel 1-VM startade 1950. Han körde under karriären för flera italienska stall, bland annat för Ferrari. Han slutade som bäst femma i förarmästerskapet säsongerna 1951 och 1953 i just Ferrari.

## F1-karriär
| Säsong | Stall/Tillverkare                                    | Poäng | Placering |
| ------ | ---------------------------------------------------- | ----- | --------- |
| 1950   | Ferrari                                              | 0     | –         |
| 1951   | Ferrari                                              | 15    | 5         |
| 1952   | Ferrari                                              | 8     | 8         |
| 1953   | Ferrari                                              | 17    | 5         |
| 1954   | Maserati Lancia                                      | 2     | 18        |
| 1955   | Lancia Ferrari                                       | 2     | 18        |
| 1956   | Scuderia Centro Sud (Maserati) Luigi Piotti Maserati | 2     | 19        |

| 1. Argentina 1953 2. Belgien 1953 |

| 1. Belgien 1951 2. Frankrike 1951 3. Storbritannien 1951 4. Nederländerna 1952 5. Italien 1952 6. Italien 1953 |